# Ольховский сельсовет (Липецкая область)
Ольховский сельсове́т — сельское поселение в Лебедянском районе Липецкой области. 
Административный центр — село Ольховец.

## История
В соответствии с законами Липецкой области №114-оз от 02.07.2004 и №126-оз от 23.09.2004 Ольховский сельсовет наделён статусом сельского поселения, установлены границы муниципального образования.

## Население
| 2010  | 2012  | 2013  | 2014  | 2015  | 2016  | 2017  |
| ----- | ----- | ----- | ----- | ----- | ----- | ----- |
| 2036  | ↘1981 | ↘1929 | ↘1915 | ↗1929 | ↗1935 | ↘1892 |
| 2018  | 2021  |       |       |       |       |       |
| ↘1884 | ↗1926 |       |       |       |       |       |

## Состав сельского поселения
| № | Населённый пункт | Тип населённого пункта       | Население |
| - | ---------------- | ---------------------------- | --------- |
| 1 | Новое Ракитино   | село                         | 430       |
| 2 | Ольховец         | село, административный центр | 949       |
| 3 | Романово         | село                         | 604       |
| 4 | Селище           | деревня                      | 52        |
| 5 | Тихий Дон        | посёлок                      | 1         |

### Упразднённые населённые пункты
Никольский — упразднённый в 2001 году посёлок.